# Рачинський Олександр Григорович
Олекса́ндр Григо́рович Рачи́нський (нар. 27 вересня 1979 — пом. 17 листопада 2014) — майор (посмертно) 25-го окремого мотопіхотного батальйону Збройних Сил України, учасник російсько-української війни.

## Життєпис
В зоні бойових дій перебував з вересня 2014-го, заступник командира роти вогневої підтримки 25-го батальйону територіальної оборони «Київська Русь».
Помер 17 листопада 2014-го у Харківському військовому шпиталі від черепно-мозкової травми, якої зазнав у боях — з серпня 25-й батальйон перебував на першій лінії оборони під Дебальцевим.
Залишились дружина, син 2003 р.н. та донька 2013 р.н.
Похований в Обухові, кладовище Польок.

## Нагороди та вшанування
- 16 січня 2016 року за особисту мужність і героїзм, виявлені у захисті державного суверенітету та територіальної цілісності України, вірність військовій присязі під час російсько-української війни, відзначений — нагороджений орденом Богдана Хмельницького III ступеня (посмертно).[1]
- медаллю УПЦ КП «За жертовність і любов до України» (посмертно)
- у серпні 2016 року в Обухові вдкрито пам'ятні дошки обухівчанам-захисникам України, серед них — й Олександру Рачинському